# Ано-Ліосія
Ано-Ліосія (грец. Άνω Λιόσια) — передмістя на північному заході Афін, роташоване на відстані приблизно 15 км від столиці Греції й 20 км від Перею.

## Сучасна історія
Передмістя значно зросло за останні двадцять років. У ньому проживає значна кількість циган. До 70-х територію Ано-Ліосія займали в основному сільськогосподарські угіддя: пасовища та сади. З 70-х, а особливо 90-х, міська забудова зайняла майже половину землі. Передмістя постраждало від землетрусу 1999 та від пожеж 2007.
Ано-Ліосія має кілька початкових шкіл, кілька ліцеїв, гімназію, кілька банків, відділок поліції, поштове відділення, кілька супермаркетів, підприємство переробки сміття.
В Олімпійській залі Ано-Ліосія проходили змагання з боротьби та дзюдо під час Афінської Олімпіади.

## Населення
| Рік  | Місто  |
| ---- | ------ |
| 1981 | 16,862 |
| 1991 | 21,397 |
| 2001 | 26,423 |